# Anna Wacławik
Anna Maria Wacławik (niegdyś Wacławik-Orpik) – polska dziennikarka radiowa.

## Życiorys
Ukończyła w 2007 studia archeologiczne na Uniwersytecie Warszawskim.
W 2008 rozpoczęła pracę w radiu Tok FM. Prowadzi cotygodniowe programy „Wywiad pogłębiony” oraz, we współpracy z Andą Rottenberg, program o sztuce „Andymateria”. Współpracuje także z „Gazetą Wyborczą” oraz portalami Tokfm.pl i Gazeta.pl. Zajmuje się kwestiami społecznymi, psychologią i sztuką.

## Wyróżnienia
- 2011 – laureatka nagrody Grand Press w kategorii wywiad za rozmowy z byłym wychowankiem domu dziecka i z pedagogiem z placówki opiekuńczo-wychowawczej[2][3]
- 2012 – laureatka nagrody Grand Press w kategorii wywiad za rozmowę z blogerką Joanną „Chustką” Sałygą(inne języki) o seksie osób chorujących na nowotwór[2][4]
- 2023 – laureatka nagrody Mistrz Mowy Polskiej[5]

## Publikacje książkowe
- Anna Wacławik-Orpik: Życie : zderzenie czołowe : rozmowy. Warszawa: Carta Blanca, 2012. ISBN 978-83-7705-215-0. Brak numerów stron w książce
- Anna Wacławik-Orpik: Z krwi, kości i wiary / Ksiądz Wojciech Lemański w rozmowie z Anną Wacławik-Orpik. Warszawa: Agora, 2013. ISBN 978-83-268-1284-2. Brak numerów stron w książce
- Anna Wacławik-Orpik: Lekarze : walka o życie. Kraków: Wydawnictwo Znak, 2023. ISBN 978-83-240-6781-7. Brak numerów stron w książce
- Anna Wacławik, Maria Ciesielska: Fleck. Ocalony przez naukę. Warszawa: Agora, 2025. ISBN 978-83-8380-207-7. Brak numerów stron w książce